# セント・デイヴィッズ救命艇基地
セント・デイヴィッズ救命艇基地（セント・デイヴィッズきゅうめいていきち、英: St Davids Lifeboat Station）は、ウェールズのペンブルックシャーのシティ、セント・デイヴィッズの沿岸に位置するセント・ジャスティニアンに設営された王立救命艇協会 (Royal National Lifeboat Institution; RNLI) の救命艇の基地（ステーション）である。1869年に開設され、2010年までに420回以上発進し、海で360人余りの命を救い、2014-2016年には、新たな艇庫や艇台が隣接して建設された。この基地は、全天候救命艇 (all-weather lifeboats; ALB) および沿岸救命艇（inshore life boat; ILB) の両方を運航している。

## 歴史
この救命艇基地は、近辺でいくつかの難破事故が発生した後、現地住人からの呼びかけに応じて、1869年に王立救命艇協会 (RNLI) により設立された。協会としては、1867年には事故で自らの命を危険にさらして救助にあたった地元の男性に銀のメダル (medal) を授与していた。1869年のうちに、Porthstinan（セント・ジャスティニアン）に初めて艇庫と艇台が置かれると、ダートマス伯爵より寄贈された救命艇オーガスタ (Augusta) が配置された。9.8メートル (32 ft) のオーガスタ号は1885年まで配備され、23人の命を救った。
1885-1910年には、基地の新救命艇ジェム (Gem) の乗組員により16人の命が救われた。救命艇は1910年10月13日、救助中にザ・ビッチェズ (The Bitches) の岩礁で難破し、3人の乗組員が溺死した。その後、臨時の救命艇シャーロット (Charlotte) がセント・デイヴィッズの Porthclais に2年間駐留している間に、新たな艇庫と艇台が、基地初のモーター式救命艇ゼネラル・ファレル (General Farrell) を収容するために建設された。ゼネラル・ファレル号は1912年から1936年まで配備され、乗組員はその間17人の命を救った。
救命艇がスン・ア・モル (Swn-y-Mor) に代わると、基地の歴史のなかで最も多忙な時代を迎え、救命艇の乗組員は1963年までの任務の間に108人の命を救ったが、1956年11月に救命艇員の1人を失った。この2年前の1954年11月27日、当時世界最大のタンカーとして新造されたワールド・コンコルド (World Concord) が、160キロメートル毎時 (99 mph) を超える颶風（ぐふう、hurricane-force winds）に見舞われて真二つに折れた事故では、それぞれセント・デイヴィッズとロスレア・ハーバーの救命艇により42人がタンカーの前・後部から救助された。
スン・ア・モル号は、1936年に公務員救命艇基金 (Civil Service Lifeboat Fund) より寄贈されていたが、同機関はまた1963年に、次の救命艇ジョセフ・ソア (Joseph Soar) を寄贈した。すでに一部に革新的な機器が装備された救命艇は、1974年にはセルフライティング（self-righting、自己復原性）が施され、任期の間に乗組員は45人の命を救った。ジョセフ・ソア号は、1985年にダンバーに配置転換され、1988年にショアハム・ハーバー救命艇基地に移った後、1990年に一線を退き、1992年に市民らにより見送られた。

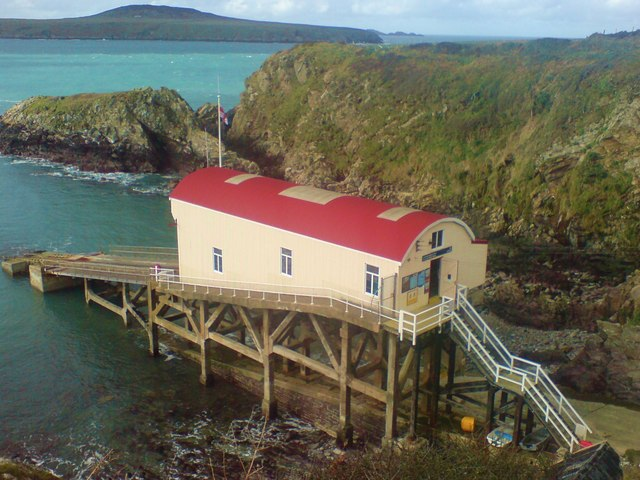
2009年のセント・デイヴィッズ救命艇基地

1985年から1988年までセント・デイヴィッズの基地の全天候救命艇 (ALB) はルビー・アンド・アーサー・リード (Ruby＆Arthur Reed) であり、かつてはクローマーに配備され、それまでに58人の命を救い、セント・デイヴィッズでさらに9人の命を救った。1988年に交代したガーサイド (Garside) は、新たなタイン級救命艇であり、2013年にタマル級救命艇ノラ・ウォートリー (Norah Wortley) が配置されるまでに、329回発進し、新しい基地の完成が最後となる2016年までの28年間に348回発進している。
1997年に近郊のブラウディの基地 (RAF Brawdy) のイギリス空軍 (RAF) レスキューサービス・ヘリコプターが撤退すると、セント・デイヴィッズはD級救命艇を試験的に配置し、翌1998年12月にD級沿岸救命艇 (ILB) デウィ・サント (Dewi Sant、セント・デイヴィッド〈Saint David〉)が常置的に追加された。この沿岸艇は、2008年11月にマートル・アンド・トレバー・ガー (Myrtle & Trevor Gurr) に置き換えられた。

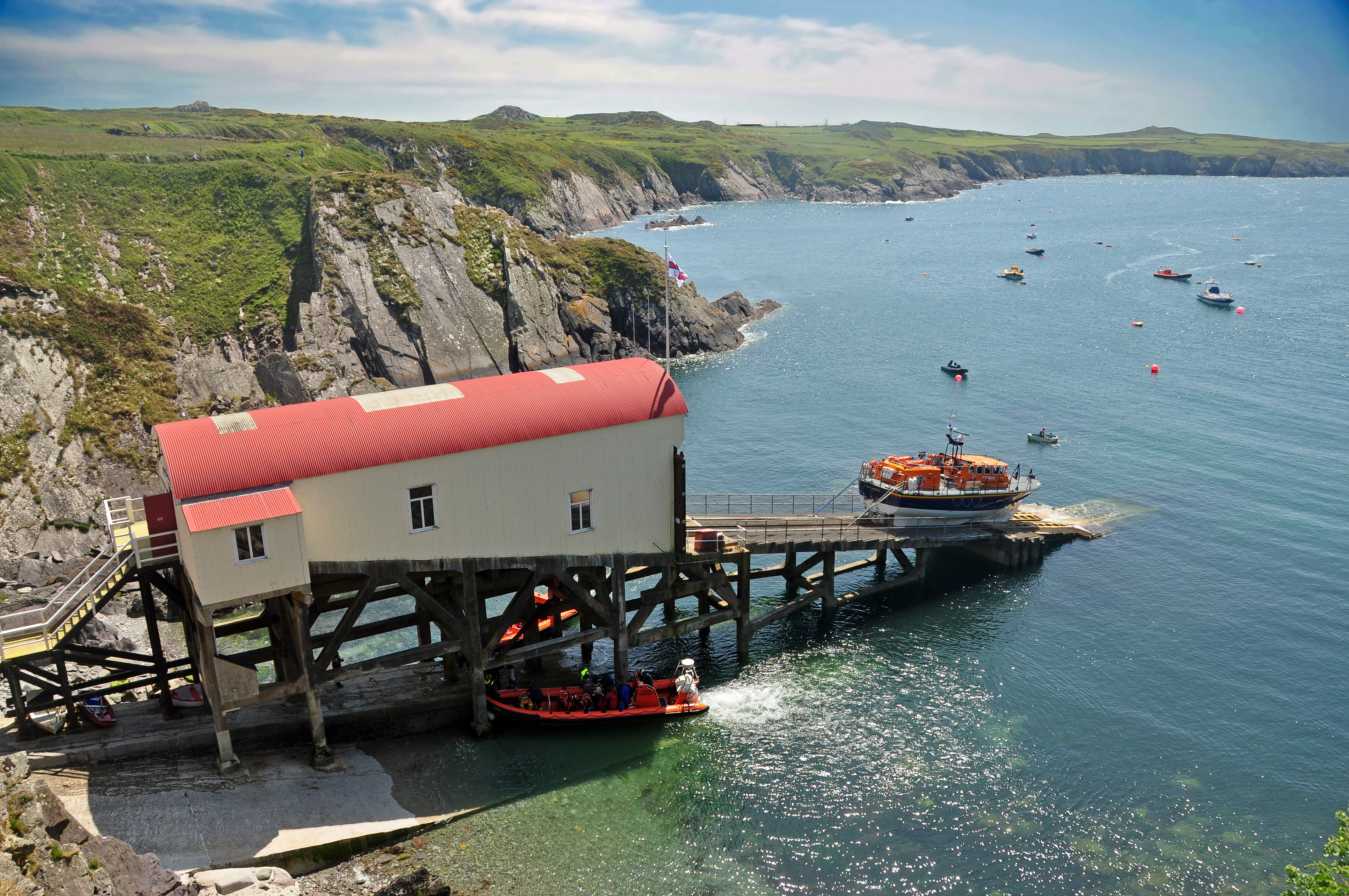
2013年6月の基地と救命艇ガーサイド (Garside)

救命艇基地および艇台は1990年代に大幅に近代化された。その後、2012年にタイン級から新たなタマル級救命艇の1隻が遺贈によりセント・デイヴィッドの基地に配置されることが発表された。2013年4月にはノラ・ウォートリー号がペンブルックシャーに到着し、新しい艇庫や艇台の建設を待つ間、一時的に係留された。
2014年6月より、タマル級救命艇を収容可能な新しい大型艇庫と艇台などの建設が開始された。費用は約900万ポンドであった。新たな大規模施設は、既存の基地を維持しながら隣接した独立する場所に建造された。新しい基地の完成により、2016年10月21日、タマル級救命艇ノラ・ウォートリー号が発進するとともに、旧艇庫と艇台よりガーサイド号の最後の発進が行なわれた。そして王立救命艇協会 (RNLI) は、2017年3月14日、正式に新セント・デイヴィッズ救命艇基地の開設式を催し、式典のなか2013年4月に到着して以来、4年間に60回以上出動していたノラ・ウォートリー号の正式な命名式が行なわれた。
2019年には新しいD級救命艇 (ILB) マリアン・アンド・アラン・クレイトン (Marian and Alan Clayton) が配置され、同年9月29日、基地の150周年記念とともに、命名式が聖デイヴィッド大聖堂で執り行なわれた。

## 船艇

### 全天候（外洋）艇
| 期間        | クラス                         | ON      | Op. No. | 艇名                                                    |
| ----------- | ------------------------------ | ------- | ------- | ------------------------------------------------------- |
| 1869–1885年 | 32ft Self-Righter（P&S 10櫂）  |         |         | オーガスタ (Augusta)                                    |
| 1885–1910年 | Self-Righter（12櫂）           | ON 59   |         | ジェム (Gem)                                            |
| 1912–1936年 | 40 ft Self-Righter（モーター） | ON 614  |         | ゼネラル・ファレル (General Farrell)                    |
| 1936–1963年 | 46ft ワトソン級 (46 ft Watson) | ON 784  |         | スン・ア・モル (Swn-y-Mor) (Civil Service No. 6)        |
| 1963–1985年 | 47ft ワトソン級 (47 ft Watson) | ON 971  |         | ジョセフ・ソア (Joseph Soar) (Civil Service No. 34)     |
| 1985–1988年 | 48ft 6in オークリー級 (Oakley) | ON 990  | 48-03   | ルビー・アンド・アーサー・リード (Ruby and Arthur Reed) |
| 1988–2016年 | タイン級 (Tyne-class)          | ON 1139 | 47-026  | ガーサイド (Garside)                                    |
| 2013年–現在 | タマル級 (Tamar-class)         | ON 1306 | 16-26   | ノラ・ウォートリー (Norah Wortley)                      |

### 沿岸救命艇
| 期間        | クラス               | Op. No. | 艇名                                                           |
| ----------- | -------------------- | ------- | -------------------------------------------------------------- |
| 1998–2008年 | D級 (D-class) (EA16) | D-543   | デウィ・サント (Dewi Sant)                                     |
| 2008–2019年 | D級 (D-class) (IB1)  | D-704   | マートル・アンド・トレバー・ガー (Myrtle & Trevor Gurr)        |
| 2019年–現在 | D級 (D-class) (IB1)  | D-840   | マリアン・アンド・アラン・クレイトン (Marian and Alan Clayton) |